# Distrito electoral federal 4 de Coahuila
El IV Distrito Electoral Federal de Coahuila es uno de los 300 Distritos Electorales en los que se encuentra dividido el territorio de México y uno de los 8 que se encuentran en el Estado de Coahuila. Está conformado por los municipios de Arteaga y Saltillo, en donde tiene asentada su cabecera, que es también capital del Estado. 

## Distritaciones anteriores

### Distritación 1978 - 1996
Esta distritación fue establecida el 28 de mayo de 1978 cuando la Comisión Federal Electoral (autoridad encargada en ese entonces de los procesos electorales en México) demarcó los nuevos 300 distritos electorales que conformarían la Cámara de Diputados a partir de la LI Legislatura, elegida en 1979. El IV Distrito se conformaba por los municipios de Acuña, Jiménez, Morelos, Nava, Piedras Negras (cabecera del Distrito), Sabinas y Zaragoza.

### Distritación 1996 - 2005
El 12 de agosto de 1996 el Instituto Federal Electoral emitió una nueva distribución, estableciendo el IV Distrito en los municipios de Arteaga, General Cepeda, Parras de la Fuente, Ramos Arizpe y la parte noreste de Saltillo, en donde se asentó su nueva cabecera.

### Distritación 2005 - 2017
El 2 de marzo de 2005 fue modificada nuevamente su composición, limitándose ahora a la parte sureste del municipio de Saltillo, siendo ésta su delimitación actual. 
Entre 1976 y 1996 a la ciudad de Saltillo le correspondió el I Distrito, mientras que a los municipios que se encontraron adscritos a este, ahora les corresponde dicho Distrito. Por su parte, Ramos Arizpe, Arteaga y General Cepeda, que formaron parte de este distrito entre 1996 y 2005, ahora forman parte del III Distrito, mientras Parras de la Fuente forma parte del V Distrito. 

### Distritación 2017 -
El 1 de septiembre de 2017, el Instituto Nacional Electoral emitió una redistritación en donde el municipio de Arteaga se anexa a este distrito.

## Diputados por el IV Distrito
| Diputado | Diputado                           | Grupo parlamentario | Legislatura   | Periodo     |
| -------- | ---------------------------------- | ------------------- | ------------- | ----------- |
|          | Manuel Garza Aldape                |                     | XXI XXII      | 1902 - 1906 |
| Vacante  | Vacante                            | Vacante             | XXIII         | 1906 - 1908 |
|          | Gregorio Ruiz                      |                     | XXIV XXV      | 1908 - 1912 |
|          | Eliseo Arredondo                   |                     | XXVI          | 1912 - 1914 |
|          | Jorge Von Versen                   |                     | Constituyente | 1916 - 1917 |
|          | Aureliano Esquivel Casas           | PLC                 | XXVII         | 1917 - 1918 |
|          | Jesús Rodríguez De La Fuente       |                     | XXVIII        | 1918 - 1920 |
|          | Manuel H. Flores                   |                     | XXIX          | 1920 - 1922 |
|          | Enrique Breceda                    |                     | XXX           | 1922 - 1924 |
|          | Elpidio Rodríguez                  |                     | XXXI          | 1924 - 1926 |
|          | Elpidio Barrera                    |                     | XXXII         | 1926 - 1928 |
|          | Alfredo I. Moreno                  |                     | XXXIII        | 1928 - 1930 |
|          | Raymundo Cervera                   |                     | XXXIV         | 1930 - 1932 |
|          | Severo Jiménez Cadena              |                     | XXXV          | 1932 - 1934 |
|          | Carlos Garza Castro                |                     | XXXVI         | 1934 - 1937 |
|          | Emilio N. Acosta                   |                     | XXXVII        | 1937 - 1940 |
|          | Carlos Samaniego G.                |                     | XXXVIII       | 1940 - 1943 |
|          | Secundino Ramos y Ramos            |                     | XXXIX         | 1943 - 1946 |
|          | Federico Meza Zúñiga               |                     | XL            | 1946 - 1949 |
|          | Ramón Quintana Espinoza            |                     | XLI           | 1949 - 1952 |
|          | Feliciano Morales Ramos            |                     | XLII          | 1952 - 1955 |
|          | Antonio Hernández Méndez           |                     | XLIII         | 1955 - 1958 |
|          | Daniel Hernández Medrano           |                     | XLIV          | 1958 - 1961 |
|          | Esteban Guzmán Vázquez             |                     | XLV           | 1961 - 1964 |
|          | Mauro Berrueto Ramón               |                     | XLVI          | 1964 - 1967 |
|          | Feliciano Morales Ramos            |                     | XLVII         | 1967 - 1970 |
|          | Salvador Hernández Vela            |                     | XLVIII        | 1970 - 1973 |
|          | J. Jesús López González            |                     | XLIX          | 1973 - 1976 |
|          | Julián Muñoz Uresti                |                     | L             | 1976 - 1979 |
|          | Ángel López Padilla                |                     | LI            | 1979 - 1982 |
|          | Lucio Lozano Ramírez               |                     | LII           | 1982 - 1985 |
|          | Rodolfo Alfredo Jiménez Villarreal |                     | LIII          | 1985 - 1988 |
|          | Rogelio Montemayor Seguy           |                     | LIV           | 1988 - 1990 |
|          | Carlos Fermín Juaristi Septién     | 1990 - 1991         | LIV           |             |
|          | Jesús María Ramón Valdés           |                     | LV            | 1991 - 1994 |
|          | Marco Antonio Dávila Montesinos    |                     | LVI           | 1994 - 1997 |
|          | Horacio Veloz Muñoz                |                     | LVII          | 1997 - 2000 |
|          | Ernesto Saro Boardman              |                     | LVIII         | 2000 - 2002 |
|          | María Teresa Romo Castillón        | 2002 - 2003         | LVIII         |             |
|          | Norma Dávila Salinas               |                     | LIX           | 2003 - 2006 |
|          | Jericó Abramo Masso                |                     | LX            | 2006 - 2009 |
|          | Rubén Moreira Valdez               |                     | LXI           | 2009 - 2010 |
|          | Diana Patricia González Soto       | 2010 - 2012         | LXI           |             |
|          | Fernando de las Fuentes Hernández  |                     | LXII          | 2012 - 2015 |
|          | Armando Luna Canales               |                     | LXIII         | 2015 - 2018 |
|          | Martha Garay Cadena                |                     | LXIV          | 2018 - 2021 |
|          | Jericó Abramo Masso                |                     | LXV           | 2021 - 2024 |

## Resultados electorales

### 2021
|  | 10.87 % |

|  | 48.91 % |

|  | 0.72 % |

|  | 33.51 % |

|  | 2.07 % |

|  | 0.31 % |

|  | 0.27 % |

|  | 0.27 % |

|  | 0.00 % |

|  | 0.00 % |

|  | 0.00 % |

### 2018
|  | 30.6642 % |

|  | 35.6805 % |

|  | 30.8787 % |

|  | 0.0608 % |

|  | 2.7155 % |

|  | 100.00 % |

### 2015
|  | 19.55 % |

|  | 54.26 % |

|  | 1.83 % |

|  | 1.44 % |

|  | 1.43 % |

|  | 6.41 % |

|  | 4.53 % |

|  | 3.06 % |

|  | 3.59 % |

|  | 1.40 % |

|  | 1.64 % |

|  | 1.40 % |

|  | 1.33 % |

|  | 1.25 % |

|  | 1.02 % |

|  | 0.80 % |

|  | 0.06 % |

|  | 3.79 % |

|  | 100.00 % |

### 2012
|  | 31.16 % |

|  | 39.82 % |

|  | 13.35 % |

|  | 3.60 % |

|  | 4.27 % |

|  | 0.12 % |

|  | 7.65 % |

|  | 100.00 % |

### 2009
|  | 22.41 % |

|  | 53.49 % |

|  | 12.09 % |

|  | 1.49 % |

|  | 5.72 % |

|  | 0.93 % |

|  | 0.29 % |

|  | 0.07 % |

|  | 3.49 % |

|  | 100.00 % |